# 盆景

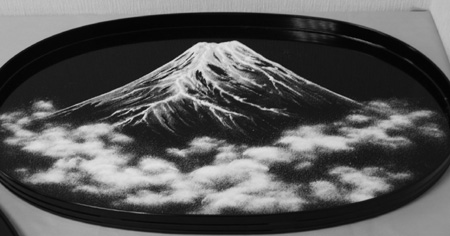
富士山を描いたもの

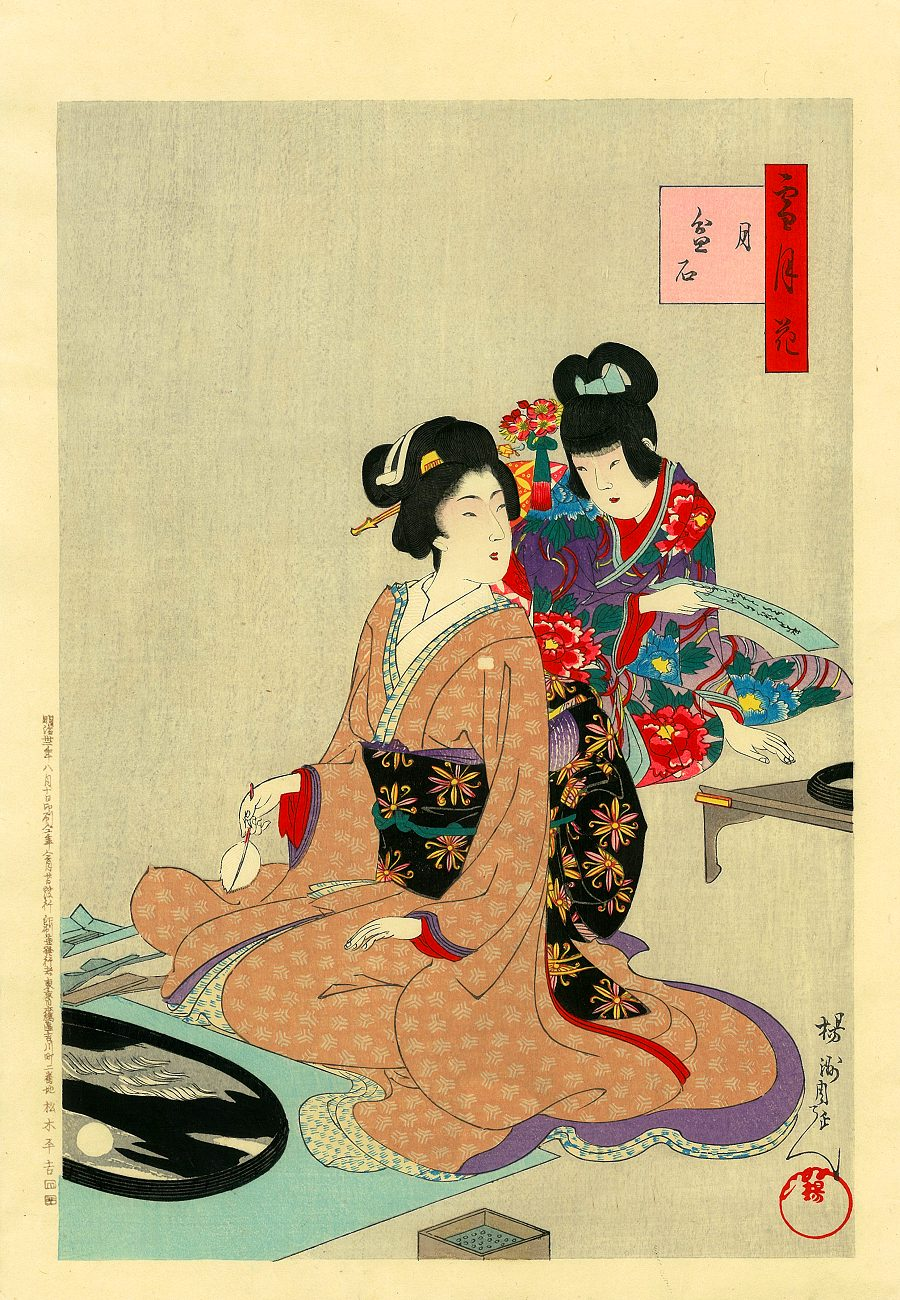
浮世絵に描かれた盆石。楊洲周延画

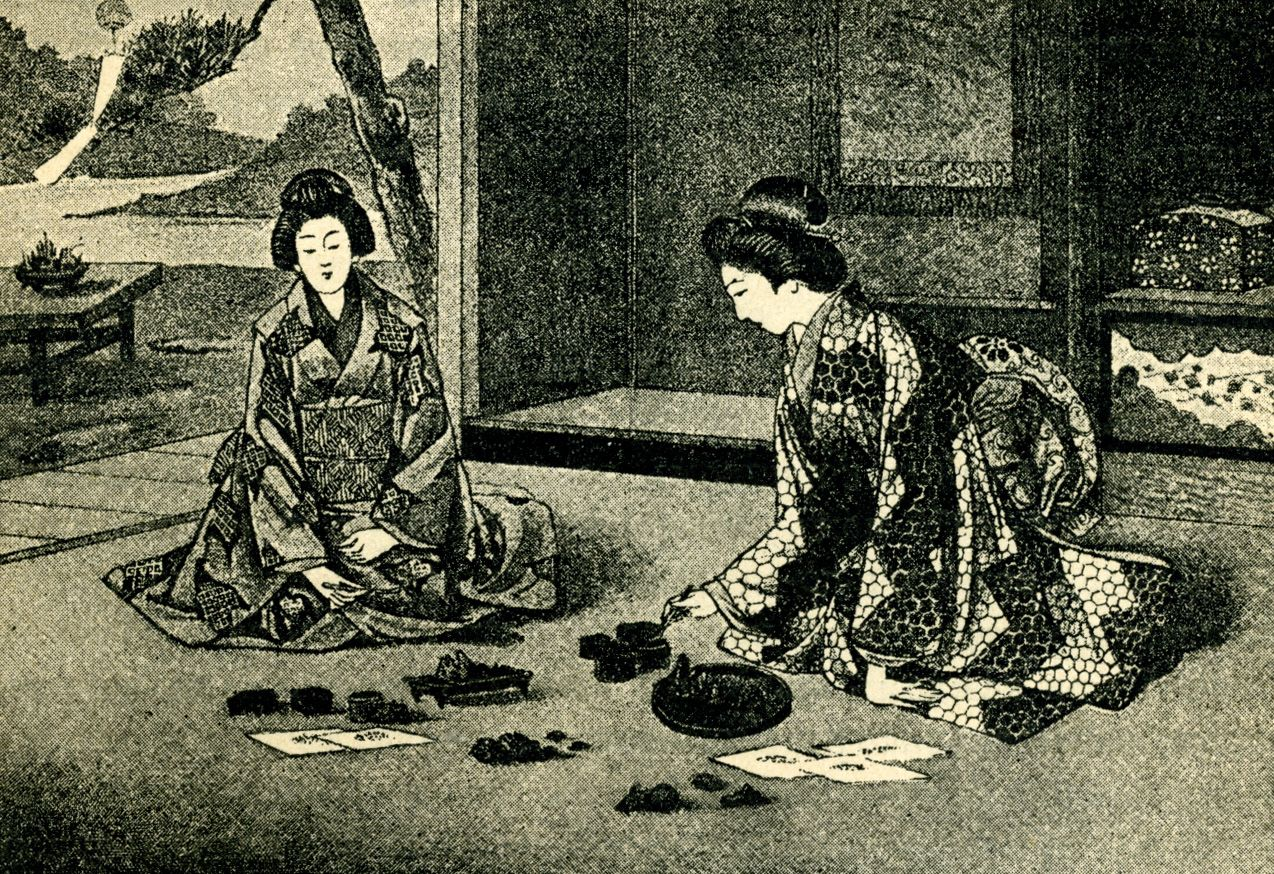
明治時代。女性の趣味、嗜みのひとつだった

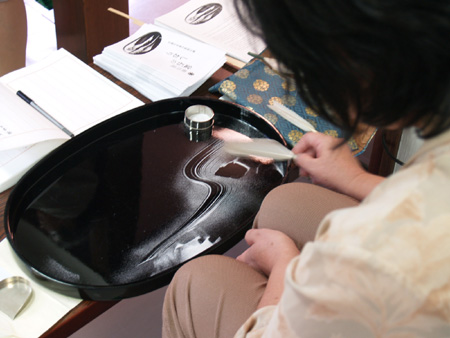
制作風景

盆景（ぼんけい）とは、お盆の上に土や砂、石、苔や草木などを配置して自然の景色を造形し、それを鑑賞する中国や日本の趣味、伝統芸術である。
盆景は庭園、盆栽、生け花と同様に、自然の美を立体的に写実、表現しようとする立体造形芸術である。盆景においては、樹木単体の容姿から自然の美を想起させる盆栽とは異なり、配置や景色の工夫をこらすことで美を表現することが重要とされている。

## 歴史
盆景は、盆石（ぼんせき）、盆庭（ぼんてい）、盆山（ぼんさん）などと呼ばれる芸術だが、形として表現されたのは、日本では鎌倉時代の1309年制作と言われる春日権現験記絵に出てくるのが最初である。
1620年（元和6年）、桂離宮を造営するにあたり、桂宮自らの指示で庭師に庭の見本を作らせた。これが箱庭の始まりとも伝えられている。
その後中国からも盆景の技法が伝えられ、江戸時代には盆景の本が出版され町人文化と共に愛用された。
1870年ごろから橋本市蔵が盆景の復興に熱心に取り組んだが、1890年ごろ和泉智川が化土（けと、泥炭の一種。挿し木を植え付けるときなどに使われた）を用いて山岳や奇岩などを造形する方法を発表すると、その造形のしやすさから盆景は発展し、1916年（大正5年）の昭和天皇立太子の礼の時に日比谷公園で菊花展と共に出展されるなどした。

## 手法
盆景のモチーフとしては、岩上の松や奥山の滝瀑など、自由に選ばれる。
化土を用いた盆景では、よく練ったものを金属製のヘラで岩石に造形する。
人物や動物、家屋などを表現するために、焼き物、木彫を配置するなど、表現の手法もさまざまである。
石や砂などの鉱物のみを用いた盆景はともかく、未処理の植物を用いた盆景は一般的に長期保存することはできない。

## メディア
・日本盆景協会公式YouTubeチャンネル